# Henry George Parson
Pour les articles homonymes, voir Parson.
Henry George Parson (13 septembre 1865-5 février 1936 ), est un homme politique canadien de la Colombie-Britannique. Il est député provincial conservateur de la circonscription britanno-colombienne de Columbia de 1907 à 1912.

## Biographie
Né à Londres en Angleterre, Parson étudie sur place. Arrivé à Ottawa en 1883, il s’installe à Banff en 1885 avant de se diriger vers la Colombie-Britannique en 1887. Vivant à Golden, il sert comme président de la ‘’Golden Board of Trade’’ et de la ‘’Golden Hospital Society’’ . Il est également président de la commission royale sur le travail qui produit un rapport en 1914 .
Parson meurt à Vancouver en février 1936 à l’âge de 70 ans .
La communauté de Parson près de Golden est nommée en son honneur .